# João Baptista Rodrigues da Fonte
João Baptista Rodrigues da Fonte ou de Fontes, também conhecido como Jean-Baptiste Rodrigue ou John Fund (c. 1670 — 1733), foi um pirata português do século XVIII.

## Biografia
Em Março de 1709 ocupou o cargo de piloto real, em Port Royal, na Annapolis Royal, NS. Em 1710 instalou-se em Piacenza, onde trabalhou no comércio, dedicando-se depois à pirataria. Mudou-se mais tarde para Louisbourg, colónia francesa de Île Royale, em Cap Breton, em 1714, onde andou na guerra e na pilhagem, o que não o impediu de se tornar num dos mais prósperos comerciantes da região.